# Damon Cavey
Damon Cavey (25 de diciembre de 1997) es un deportista australiano que compite en taekwondo. Ganó dos medallas en el Campeonato de Oceanía de Taekwondo en los años 2016 y 2019.

## Palmarés internacional
| Campeonato de Oceanía | Campeonato de Oceanía | Campeonato de Oceanía | Campeonato de Oceanía |
| Año                   | Lugar                 | Medalla               | Categoría             |
| --------------------- | --------------------- | --------------------- | --------------------- |
| 2016                  | Suva (Fiyi)           | Medalla de bronce     | –68 kg                |
| 2019                  | Apia (Samoa)          | Medalla de oro        | –63 kg                |